# Hůrka (Předslav)
Hůrka je malá vesnice, část obce Předslav v okrese Klatovy v Plzeňském kraji. Nachází se asi pět kilometrů východně od Předslavi. Hůrka leží v katastrálním území Třebíšov o výměře 2,67 km².

## Historie
První písemná zmínka o vesnici pochází z roku 1379.

## Obyvatelstvo
| Rok            | 1869 | 1880 | 1890 | 1900 | 1910 | 1921 | 1930 | 1950 | 1961 | 1970 | 1980 | 1991 | 2001 | 2011 | 2021 |
| -------------- | ---- | ---- | ---- | ---- | ---- | ---- | ---- | ---- | ---- | ---- | ---- | ---- | ---- | ---- | ---- |
| Počet obyvatel | 31   | 37   | 33   | 36   | 50   | 57   | 39   | 28   | 24   | 21   | 18   | 11   | 3    | 5    | 11   |
| Počet domů     | 5    | 6    | 6    | 6    | 6    | 6    | 6    | 6    | 6    | 6    | 6    | 6    | 6    | 6    | 6    |

## Obecní správa
Při sčítání lidu v letech 1850–1929 Hůrka byla osadou obce Petrovičky v okrese Klatovy. V letech 1930–1975 byla osadou obce Třebíšov v okrese Klatovy. Od 1. července 1975 do 31. prosince 1975 byla částí obce Němčice v okrese Klatovy. Od 1. ledna 1976 je částí obce Předslav v okrese Klatovy.

## Galerie

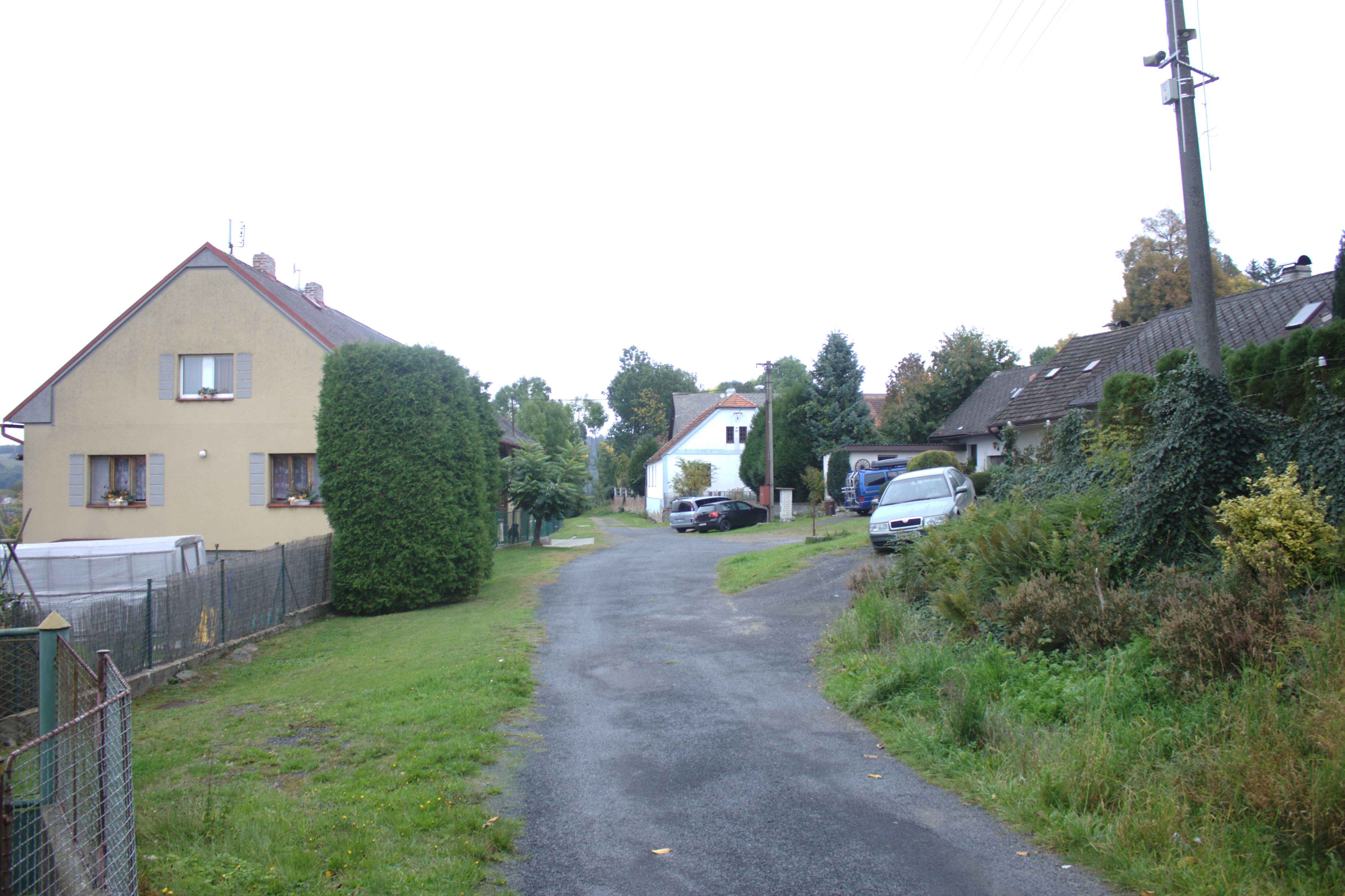
Domy
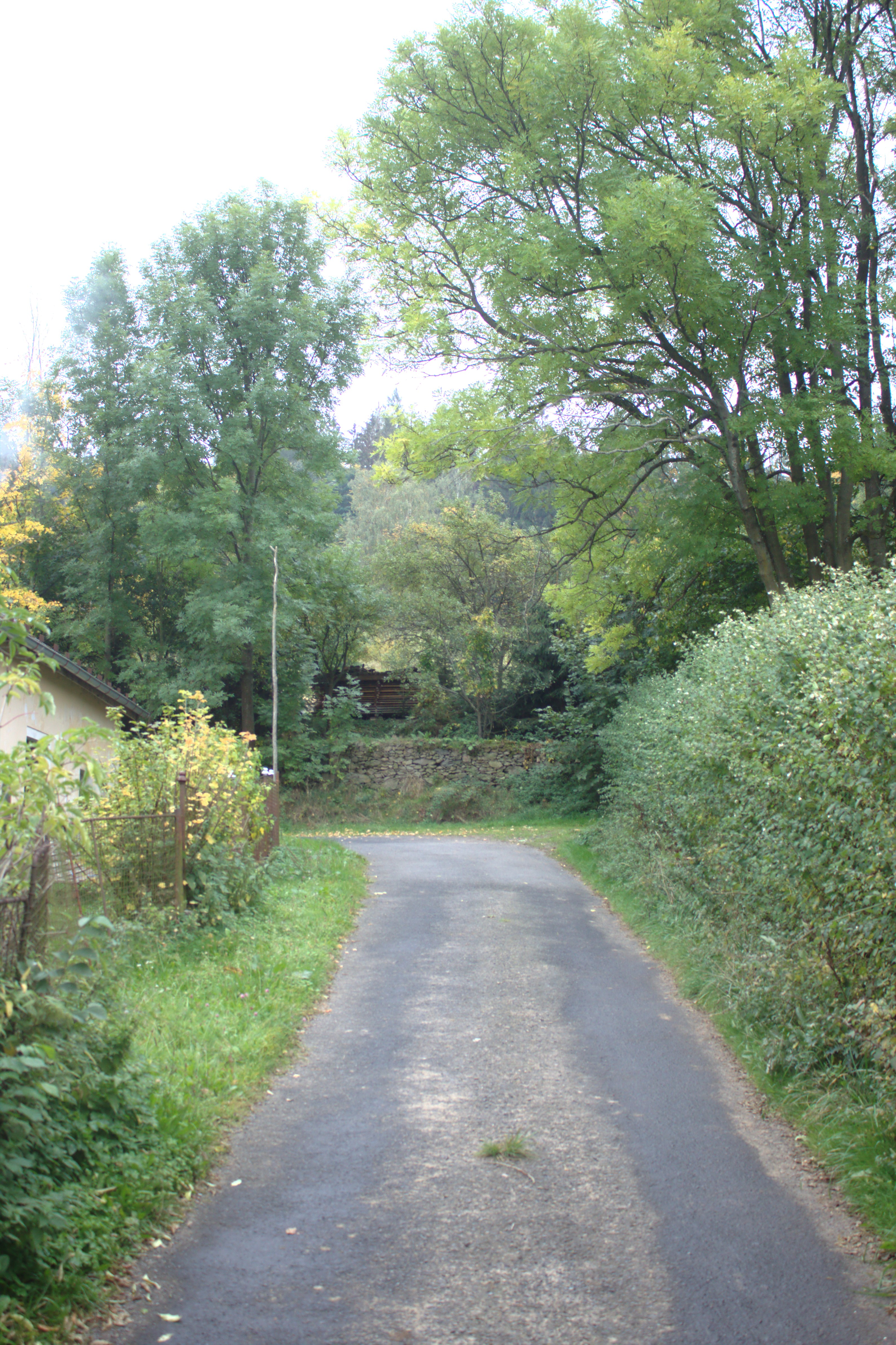
Cesta
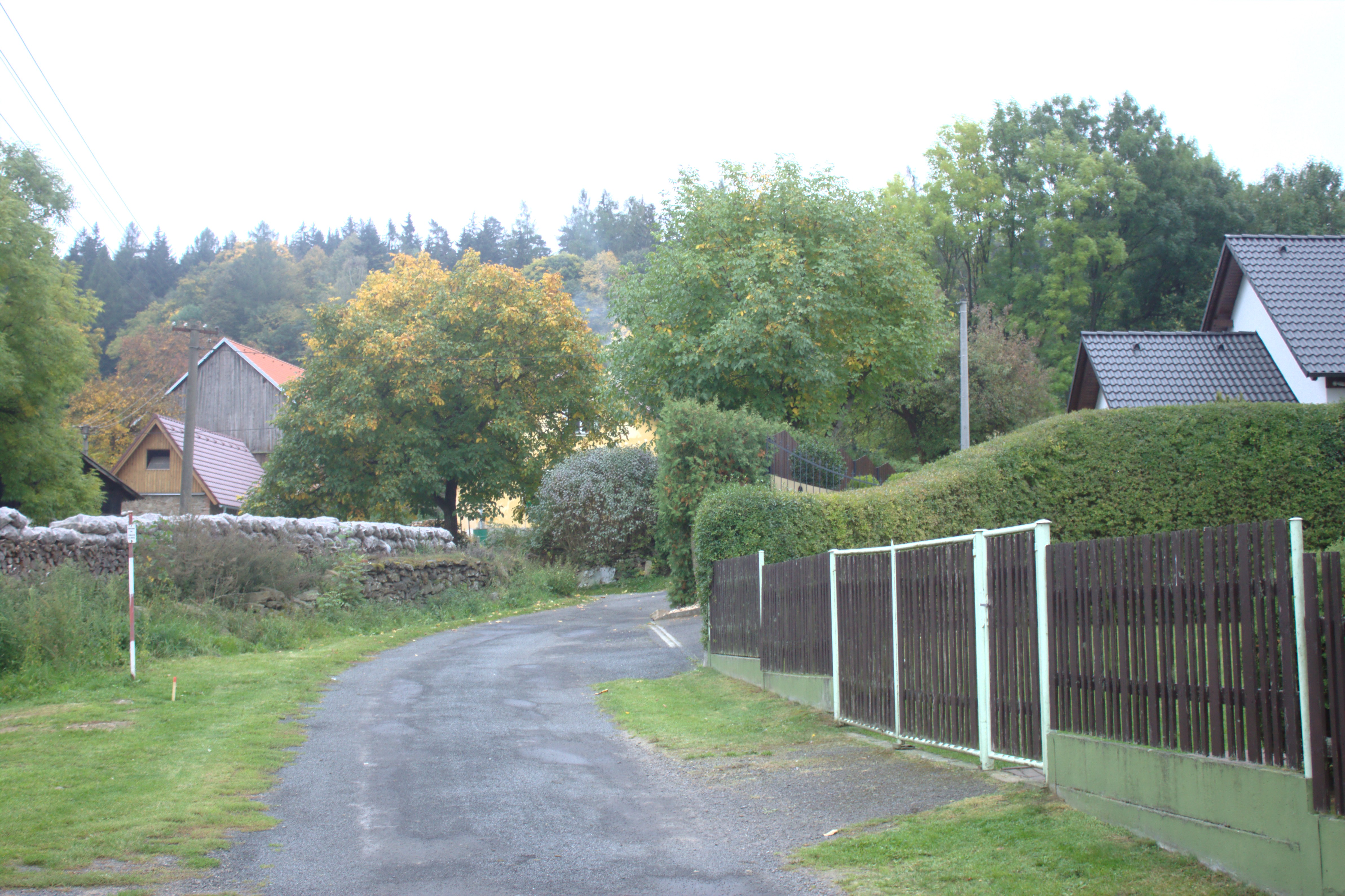
Domy